# Kristine Mauritzen
Kristine Mauritzen es una deportista danesa que compitió en vela en la clase Europe. Ganó dos medallas en el Campeonato Mundial de Europe, bronce en 2013 y plata en 2014.

## Palmarés internacional
| Campeonato Mundial | Campeonato Mundial     | Campeonato Mundial | Campeonato Mundial |
| Año                | Lugar                  | Medalla            | Clase              |
| ------------------ | ---------------------- | ------------------ | ------------------ |
| 2013               | Sønderborg (Dinamarca) | Medalla de bronce  | Europe             |
| 2014               | La Rochelle (Francia)  | Medalla de plata   | Europe             |